# Tướng quân (phim, 1992)
Tướng quân (tiếng Nga: Генерал) là một bộ phim về những hoạt động của tướng Aleksandr Gorbatov (1891 - 1973) trong cuộc Chiến tranh Vệ quốc vĩ đại, do Igor Nikolayev đạo diễn, ra mắt lần đầu năm 1992.

## В ролях
- Vladimir Gostyukhin — Tướng Aleksandr Gorbatov
- Ирина Акулова — Светлана Горбатова, жена
- Алексей Жарков — Мехлис
- Александр Хочинский — Борис Пастернак
- Владимир Меньшов — маршал Жуков
- Игорь Шаповалов — маршал Тимошенко
- Виталий Базин
- Александр Боровиков
- Mikhail Bychkov
- Марина Гаврилко
- Вячеслав Гуренков
- Евгений Карельских
- Светлана Коновалова
- M.Levkoyev
- Юрий Маляров
- Владимир Пермяков
- Василий Попов
- Леонид Реутов
- Владимир Романовский
- E.Fribus
- Sergey Churbakov